# Anke Brunn

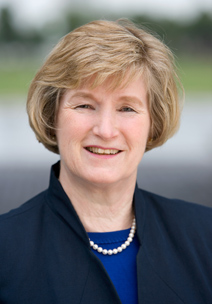
Anke Brunn

Anke Brunn (* 17. September 1942 in Behlendorf im Kreis Herzogtum Lauenburg) ist eine deutsche Volkswirtin und Politikerin (SPD).

## Leben
Nach dem Abitur 1961 an einem humanistischen Gymnasium in Hamburg studierte sie Wirtschafts- und Sozialwissenschaften an den Universitäten Hamburg, Paris und Köln, schloss das Studium 1966 als Diplom-Volkswirtin ab und arbeitete 1966 bis 1975 als wissenschaftliche Hilfskraft und wissenschaftliche Angestellte am Rechenzentrum der Universität Köln.
Brunn ist verheiratet mit dem Historiker Gerhard Brunn.

## Partei
Brunn trat 1967 der SPD bei, war 1987 bis 1999 Vorsitzende des SPD-Bezirks Mittelrhein und gehörte von 1986 bis 1999 dem SPD-Parteivorstand an. Im September 2000 kandidierte sie für das Amt des Oberbürgermeisters der Stadt Köln, unterlag aber Fritz Schramma (CDU). Im März 2001 wurde sie zur stellvertretenden Vorsitzenden des SPD-Unterbezirks Köln gewählt. Bei der Kommunalwahl 2009 kandidierte sie für den Kölner Rat.

## Abgeordnete
Dem Landtag von Nordrhein-Westfalen gehörte sie vom 26. Juli 1970 bis 28. Januar 1981 und von 1985 bis 2010 an. Dort war sie 1979 bis 1981 stellvertretende Vorsitzende der SPD-Landtagsfraktion.
Von 1981 bis 1983 war sie Mitglied im Abgeordnetenhaus von Berlin, in dieser Zeit stellvertretende Vorsitzende der SPD-Fraktion.

## Öffentliche Ämter und Ehrenämter
Brunn amtierte von Januar bis Juni 1981 als Senatorin für Jugend, Familie und Sport im Senat von Berlin unter dem Regierenden Bürgermeister Hans-Jochen Vogel (SPD).
Vom 5. Juni 1985 bis 9. Juni 1998 war sie nordrhein-westfälische Ministerin für Wissenschaft und Forschung in der von Ministerpräsident Johannes Rau (SPD) geführten Landesregierung.
Brunn ist Aufsichtsratsvorsitzende der KölnMusik GmbH und war von 2001 bis 2014 Vorsitzende der Gesellschaft für Zeitgenössischen Tanz NRW.